# Buġibba
Buġibba è una cittadina maltese, posta in riva al mare sulla costa nord dell'isola a una decina di chilometri dalla capitale La Valletta. Nel 2006 è stata costruita una spiaggia sabbiosa ricoprendo una parte del litorale roccioso e utilizzando sabbia importata.
A Bugibba si trova uno dei casinò dell'isola di Malta; la città è inoltre famosa per le sue creperie, note in tutta l'isola e dotate di richiamo turistico internazionale. La principale attrazione artistica è il Tempio di Buġibba, un complesso megalitico situato all'interno di un hotel databile a circa 6000 anni fa, scoperto nel 1928 da Themistocles Zammit.
I bugibbiani svolgono nel periodo pasquale il Palio di Bugibba, una competizione — nella forma di una giostra equestre di origine medievale — a cui prendono parte tutte le città maltesi. 
Bugibba è la sede della residenza estiva dei Presidenti emeriti George Abela e Eddie Fenech Adami.
Insieme alla vicina Qawra e ad altre località, Buġibba forma la Baia di San Paolo.